# Pardosa shugangensis
Pardosa shugangensis är en spindelart som beskrevs av Yin, Bao och Peng 1997. Pardosa shugangensis ingår i släktet Pardosa och familjen vargspindlar. Inga underarter finns listade i Catalogue of Life.